# باد شفالباخ
باد شفالباخ (بالألمانية: Bad Schwalbach) هي district capital، location with spa، بلدة، مدينة و بلدة ألمانية تقع في ألمانيا في Rheingau-Taunus-Kreis.

## أعلام
- بول والوت
- كريستيان فيرنر
- ماتهاوس ميريان
- كلاوس بيتر فيلش
- لوتشيانو دي باردو